# ترجف ناغل
ترجف ناغل (بالنرويجية: Trygve Nagell)‏ هو عالم رياضيات نرويجي، معروف بفضل أعماله في المعادلات الديفونتية المدرجة في نظرية الأعداد.

## مساهماته
أثبت ناغل حدسية وضعها سرينفاسا أينجار رامانجن تنص على أن هناك خمسة أعداد فقط هي أعداد مثلثية وأعدادالميرسن في آن واحد.